# Кучеряевское сельское поселение
Кучеряевское сельское поселение — муниципальное образование в Бутурлиновском районе Воронежской области.
Административный центр — село Кучеряевка.

## Население
| 2010 | 2012 | 2013 | 2014 | 2015 | 2016 | 2017 | 2018 | 2019 |
| ---- | ---- | ---- | ---- | ---- | ---- | ---- | ---- | ---- |
| 848  | ↘802 | ↘784 | ↘752 | ↘735 | ↘726 | ↘714 | ↘693 | ↗696 |
| 2020 | 2021 |      |      |      |      |      |      |      |
| ↘695 | ↘562 |      |      |      |      |      |      |      |

## Административное деление
Состав поселения:
- село Кучеряевка.